# Wasił Konstantinow
Wasił Iwanow Konstantinow (bułg. Васил Иванов Константинов, ur. 15 marca 1929 w Burgasie, zm. 14 marca 2016 w Toronto) – bułgarski gimnastyk, uczestnik Igrzysk Olimpijskich w 1952 w Helsinkach. Na igrzyskach olimpijskich zajął 65. miejsce w wieloboju gimnastycznym, najlepszym wynikiem w pojedynczej konkurencji było 29. miejsce w kółkach.